# Грінченко Володимир Автономович
Грінченко Володимир Автономович (*15 липня 1900, хут. Цокурівка поблизу с. Велика Рудка, Полтавський повіт, Полтавська губернія, Російська імперія — †19 квітня 1948, Полтава, УРСР) — український археолог, музеєзнавець.

## Біографія
Володимир народився на Диканщині у сім'ї Автонома Семеновича Грінченка.

Батько з дитинства наймитував. Відбувши солдатом військову повинність, повернувся додому, влаштувався чорноробом на залізничну станцію у Полтаві. З часом купив невеличку ділянку землі. Але сім'я жила бідно.
Володимир почав працювати змалку, намагаючись хоча б щось заробити наймався до різних господарів.
Де і як навчався грамоти до 1920-х років — невідомо.
Після 1920 (?) влаштувався лаборантом археологічного відділу до Центрального пролетарського музею Полтавщини (нині це Полтавський краєзнавчий музей).

На той час у музеї працювали В. М. Щербаківський, М. Я. Рудинський, К. В. Мощенко, В. М. Верховинець, О. К. Тахтай, М. І. Гавриленко, Ф. М. Попадич, В. О. Щепотьєв. 

У цьому колективі В. Грінченко брав участь у комплексній історико-етнографічній експедиції до с. Яреськи (нині Шишацького району Полтавської області). Брав участь у археологічній експедиції М. Я. Рудинського, яка займалася дослідженням пам'яток черняхівської культури в урочищі Таранів Яр поблизу с. Мачухи Полтавського району.
1925 року вступив до Катеринославського інституту народної освіти.
Під час навчання брав участь у Дніпрельстанівській археологічній експедиції разом з Д.Яворницьким, М.Міллером, М.Макаренком та М. Рудинським. Експедиція відзначилась знахідкою так званого Кічкаського скарбу (1930), мабуть, найбільшого в Україні після Перещепинського.
По закінченню інституту вступив до аспірантури при Інституті історії матеріальної культури НКО УСРР. Під час навчання в інституті у 1932-1933 рр. проводив археологічні дослідження на теренах Луганщини.
Працював завідувачем відділом рабовласницького суспільства Харківського історичного музею, потім (з 1936) завідувачем відділу рабовласницького суспільства Центрального історичного музею ім. Т. Шевченка у Києві.
Був ученим секретарем музею. Через деякий час був звільнений, потім поновлений на роботі. З лютого 1937 став виконувачем обов'язків директора музею. Цей період його діяльності різними дослідниками характеризується неоднозначно.
Через деякий час стан музею було піддано критиці у комуністичній пресі).
5 жовтня 1937 звільнений. А.Гріншпон писав: «Унаслідок шкідництва український історичний музей приведено до розвалу. Директор музею Грінченко та його „ад'ютант“ — науковий працівник [Трохим] Тесля зробили все, щоб розвалити цей важливий заклад».
18 квітня 1938 заарештований. Звинувачений у контрреволюційній діяльності.

| До червня 1938 р. В.А.Грінченко, відкидаючи будь-які звинувачення, твердив одне: «<...> Учасником контрреволюційної організації я не був, антирадянської діяльності не проводив» [Архів СБУ. – Спр. 36371-ФП.– Арк. 1-5, 14-15.]. Тоді слідчі почали застосовувати особливо «вишукані» методи допиту. Про них пізніше розповість сам Володимир Автономович. «В червні 1938 р., – пригадував він, – на моє прохання очної ставки з членами контрреволюційної організації, до якої включили і мене, слідчий відповів, що її я отримаю лише тоді, коли мої кістки будуть повністю потрощені, а шкіра стане суцільним мішком. Тут же він передзвонив слідчому Крещанівському і попро сив у нього «махалку» <...> Через дві хвилини останній заніс до кабінету задню ніжку стільця, дав мені в зуби і запитав чи бачу я, що це таке, а також чи усвідомлюю, ще буде надалі» [7] |
Засуджений до 5 років виправно-трудових таборів. Працював на лісоповалі у Красноярському краї. Під час вантажних робіт зламав ключицю. По закінченні строку ув'язнення йому не дозволили виїхати до України. До кінця 1946 працював в Управлінні табору.
До України повернувся 1947. Після повернення до Києва, почав працювати в Інституті археології АН УРСР. Але органи НКВС заборонили йому проживати у Києві. У лютому 1948 змушений був виїхати до Полтави, де мав працювати за завданням Інституту археології.
19 квітня 1948 р. помер внаслідок серцевого нападу. Похований на Монастирському кладовищі м. Полтава.
18 липня 1956 року президія Київського обласного суду ухвалила рішення про припинення справи В. А. Грінченка за відсутністю складу злочину.
Залишки його архіву знаходяться у Науковому архіві Інституту археології (Ф. 11 — 11 од.зб.).